# Gare LaSalle
Cet article concerne la gare de Montréal. Pour la gare de Chicago, voir LaSalle Street Station. Pour les autres significations, voir La Salle.
La gare LaSalle est une gare du Réseau de transport métropolitain située dans l'arrondissement montréalais du même nom. Elle dessert les trains de banlieue de la ligne Candiac.

## Correspondances

### Autobus

#### Société de transport de Montréal[2]
| Circuit | Destinations  | Tracé | Horaires |
| ------- | ------------- | ----- | -------- |
| 110     | Centrale      | Tracé | Horaires |
| 101     | Saint-Patrick | Tracé | Horaires |